# Marija Jurjewna Scharapowa
Marija Jurjewna Scharapowa (russisch Мария Юрьевна Шарапова, wiss. Transliteration Marija Jur’evna Šarapova; Betonung: María Júr’evna Šarápova; * 19. April 1987 in Njagan) ist eine ehemalige russische Tennisspielerin.
Sie war Weltranglistenerste und gehört zu den wenigen Tennisspielerinnen, die alle vier Grand-Slam-Turniere mindestens einmal gewonnen haben. 2016 wurde sie für 15 Monate gesperrt, nachdem sie positiv auf die verbotene Substanz Meldonium getestet worden war.

## Herkunft und Anfänge im Tennis
Scharapowas Eltern Juri und Jelena verließen wegen der Reaktorkatastrophe von Tschernobyl 1986 Homel in Belarus und ließen sich im westsibirischen Njagan nieder. 1989 zog die Familie weiter nach Sotschi, wo Juri den Vater von Jewgeni Kafelnikow, Alexander, kennenlernte. Von diesem bekam Marija Scharapowa im Alter von vier Jahren ihren ersten Tennisschläger. Sie übte zunächst mit ihrem Vater in einem Park, später lernte sie bei Juri Jutkin. Martina Navrátilová entdeckte sie bei einem Sichtungsturnier in Moskau im Alter von sechs Jahren und empfahl den Eltern, ihre Tochter im Tenniscamp der IMG Academy bei Nick Bollettieri in Florida ausbilden zu lassen. Vater Juri und seine siebenjährige Tochter siedelten 1994 nach Bradenton über, die Mutter kam zwei Jahre später nach. 1995 unterzeichnete der Vater einen Ausbildungsvertrag mit IMG. Marija Scharapowa trat im Alter von neun Jahren in die Tennisakademie ein.

## Tenniskarriere

### Erster Grand-Slam-Erfolg und Sieg bei den WTA Tour Championships (2000–2004)
Scharapowa gewann im November 2000 im Alter von 13 Jahren das Eddie Herr International Junior Tennis in der Altersklasse bis 16 Jahre. Sie bestritt 2001 in Sarasota, Florida, ihr erstes ITF-Jugendturnier. Im März 2002 debütierte sie auf der WTA Tour. Sie verlor in Indian Wells in der zweiten Runde gegen Monica Seles und stand im selben Jahr fünfmal in Folge im Finale von ITF-Juniorenturnieren, von denen sie die ersten drei gewann. Ende 2002 rangierte sie in der WTA-Weltrangliste auf Platz 186.
2003 schaffte sie ihren Durchbruch. Mit der Qualifikation für die Australian Open und die French Open nahm sie erstmals an Grand-Slam-Turnieren teil. Bei ihrem ersten Auftritt in Wimbledon verlor sie im Achtelfinale gegen Swetlana Kusnezowa. Bei den Japan Open in Tokio gewann sie ihren ersten Einzeltitel. Ein weiterer folgte beim WTA-Turnier von Québec. Ende 2003 belegte sie in der Weltrangliste Rang 32.
Bei den Australian Open drang sie 2004 bis in die dritte Runde vor, wo sie Anastassija Myskina unterlag. Im Juni gewann sie beim Turnier in Birmingham ihren dritten Einzeltitel und erreichte Platz 15 der Weltrangliste. Im Juli stand sie in Wimbledon als gesetzte Nummer 13 überraschend im Finale. Dort besiegte die nervenstark aufspielende 17-Jährige die Titelverteidigerin Serena Williams mit 6:1, 6:4 und gewann als erste Russin und drittjüngste Spielerin in der Turniergeschichte das bedeutendste Grand-Slam-Turnier. Damit qualifizierte sie sich erstmals für die WTA Tour Championships Mitte November in Los Angeles. Im Finale setzte sie sich dort erneut gegen Serena Williams (4:6, 6:2, 6:4) durch und wurde Weltmeisterin. 2004 gewann sie noch zwei weitere Einzeltitel (Seoul, Tokio) und rückte in der Weltrangliste bis auf Rang 4 vor. Gleichwohl qualifizierte sie sich nicht für die Olympischen Spiele in Athen.

### Sieg bei den US Open (2005–2006)

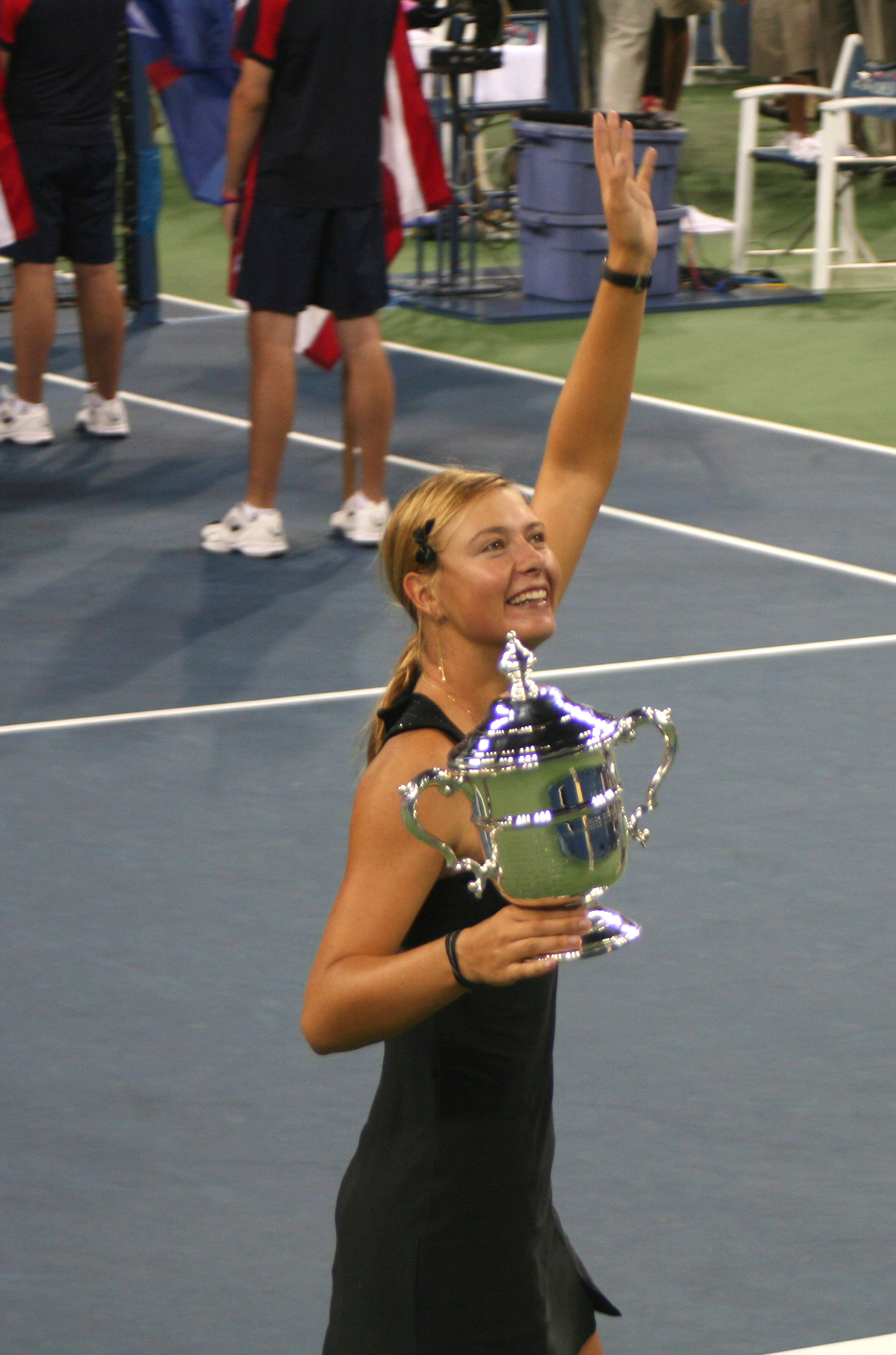
2006 nach dem Gewinn der US Open

Das Jahr 2005 verlief trotz dreier gewonnener Titel (Tokio, Doha und Birmingham) nicht ganz so erfolgreich. Bei drei Grand-Slam-Turnieren scheiterte sie im Halbfinale, bei den French Open bereits im Viertelfinale. Bei den Australian Open unterlag sie Serena Williams trotz Matchbällen, bei den French Open musste sie sich Justine Henin geschlagen geben, in Wimbledon unterlag sie Venus Williams und bei den US Open im Halbfinale Kim Clijsters. Im Halbfinale von Indian Wells unterlag sie Lindsay Davenport gar mit der „Höchststrafe“ von 0:6, 0:6. Trotzdem wurde sie am 22. August die erste Weltranglistenerste ihres Landes, wenn auch zunächst nur für eine Woche. Die Halbfinalteilnahme in Flushing Meadows beförderte sie wieder auf den Spitzenrang, den sie sechs Wochen später an Lindsay Davenport verlor. Bei ihren zweiten WTA Championships kam sie ins Halbfinale, das sie gegen die spätere Siegerin Amélie Mauresmo 6:71, 3:6 verlor.
Das Jahr 2006 begann zunächst wenig erfolgreich. Bei den Australian Open scheiterte sie im Halbfinale an Justine Henin, bei den French Open bereits im Achtelfinale. Im Wimbledon stieß sie zum dritten Mal hintereinander ins Halbfinale vor, unterlag jedoch wiederum Mauresmo, der späteren Siegerin. Ihren zweiten Grand-Slam-Sieg feierte Scharapowa am 9. September 2006 bei den US Open mit einem 6:4-, 6:4-Finalerfolg über Justine Henin. Außerdem siegte sie bei den Zurich Open sowie beim WTA-Turnier in Linz. Mit diesen Ergebnissen sicherte sie sich zum dritten Mal das Ticket für die WTA Championships in Madrid. Dort musste sie sich im Halbfinale Henin geschlagen geben.

### Gewinn der Australian Open und Schulterverletzung (2007–2008)
Bei den Australian Open 2007 war Scharapowa aufgrund der Absage von Henin die Nummer 1 der Setzliste. Sie erreichte auch das Endspiel, verlor aber gegen Serena Williams (1:6, 2:6) – dennoch war sie wieder Weltranglistenerste. In Tokio kam sie bis ins Halbfinale, das sie gegen Ana Ivanović beim Stand von 1:6, 1:0 verletzungsbedingt aufgeben musste. Nach einer längeren Pause nahm sie im März am Turnier in Indian Wells teil, wo sie im Achtelfinale Wera Swonarjowa unterlag. Mit dieser Niederlage musste sie Platz 1 wieder an Henin abgeben. Ihr nächstes Turnier bestritt sie dann in Miami, wo sie in der vierten Runde Serena Williams klar mit 1:6, 1:6 unterlag. Nach einer erneuten langen Verletzungspause nahm sie an dem Turnier in Istanbul teil, wo sie überraschend ihre Halbfinalpartie gegen die Französin Aravane Rezaï mit 2:6, 4:6 verlor. Bei den French Open erreichte sie erstmals in ihrer Karriere das Halbfinale, unterlag aber Ana Ivanović klar mit 2:6, 1:6.
Bei ihrem ersten Rasenturnier des Jahres in Birmingham erreichte sie mit Siegen über Lilia Osterloh, Tamira Paszek, Jelena Lichowzewa und Marion Bartoli das Finale, das sie gegen Jelena Janković mit 6:4, 3:6 und 5:7 verlor. In Wimbledon scheiterte Scharapowa bereits im Achtelfinale mit 1:6, 3:6 an Venus Williams. Anfang August gewann sie in San Diego ihr erstes Turnier in diesem Jahr – im Finale bezwang sie Patty Schnyder in drei Sätzen. In Los Angeles kam sie bis ins Halbfinale, zu dem sie aufgrund einer Verletzung nicht antreten konnte. Bei den US Open unterlag sie in der dritten Runde Agnieszka Radwańska mit 4:6, 6:1 und 2:6. In Moskau verlor sie bereits ihr Auftaktmatch in zwei Sätzen. Nachdem Venus Williams verletzungsbedingt für Madrid abgesagt hatte, rückte Scharapowa nach und erreichte ohne Matchverlust das Finale gegen die Weltranglistenerste Justine Henin. In einer Marathonpartie zog sie schließlich mit 7:5, 5:7 und 3:6 den Kürzeren.
In Melbourne 2008 spielte Scharapowa als Fünfte der Weltrangliste wieder verletzungsfrei. Dabei besiegte sie drei in der Weltrangliste besser platzierte Spielerinnen und zog nach sechs Siegen ohne Satzverlust über unter anderem Lindsay Davenport (6:1, 6:3), Jelena Dementjewa (6:2, 6:0), Justine Henin (6:4, 6:0) und Jelena Janković (6:4, 6:1) ins Finale ein. Mit dem Sieg (7:5, 6:3) über Ana Ivanović sicherte sie sich ihren ersten Australian-Open- und insgesamt dritten Grand-Slam-Titel.
Danach spielte sie im Fed Cup für Russland gegen Israel, wo sie beide Einzel gewann und maßgeblich zum 4:1-Erfolg beitrug. Im Februar gewann sie in Doha ihr zweites Turnier der Saison. Im Finale bezwang sie ihre Landsfrau Wera Swonarjowa mit 6:1, 2:6 und 6:0. Das Turnier in Dubai musste sie aufgrund einer Viruserkrankung absagen. Bei den Pacific Life Open in Indian Wells erreichte sie das Halbfinale, das sie in drei Sätzen gegen Swetlana Kusnezowa verlor. Vor dieser Niederlage stand ihre Saisonbilanz bei 18:0 Siegen. Die Sony Ericsson Open in Miami musste sie aufgrund einer Schulterverletzung absagen. In Rom rückte sie bis ins Halbfinale vor, wo sie wegen einer Wadenzerrung nicht antreten konnte. Am 19. Mai war sie schließlich wieder die Nummer eins der Welt, nachdem die bisherige Weltranglistenerste Henin in der Woche zuvor ihren Rücktritt erklärt hatte. Am 9. Juni gab Scharapowa die Spitzenposition erneut ab, diesmal an Ana Ivanović. In Wimbledon verlor sie Ende Juni in Runde zwei mit 2:6 und 4:6 gegen Alla Kudrjawzewa. Beim Rogers Cup von Montreal stieß sie mit einem Sieg über Marta Domachowska ins Achtelfinale vor, das sie aufgrund einer angerissenen Sehne in der Schulter nicht bestreiten konnte. Wenig später sagte sie auch die Olympischen Spiele in Peking und einen Tag später auch ihre Teilnahme an den US Open ab (seit den Australian Open 2003 hatte sie kein Grand-Slam-Turnier mehr verpasst). Sie trat 2008 bei keinem Turnier mehr an.

### Comeback (2009–2010)
Aufgrund ihrer Schulterverletzung musste Scharapowa ihre Teilnahme an der Hong Kong Exhibition und den Australian Open absagen. Am 12. März feierte sie beim Turnier in Indian Wells ihr Comeback, allerdings nur im Doppel, das sie in der ersten Runde verlor. Ihr erstes Turnier im Einzel nach der langen Pause spielte sie in Warschau. Bei den French Open schaffte sie es bis ins Viertelfinale. In Wimbledon schied sie bereits in der zweiten Runde gegen Gisela Dulko aus. Beim Vorbereitungsturnier auf die US Open in Stanford erreichte sie das Viertelfinale, das sie gegen Venus Williams verlor. In Los Angeles scheiterte sie nach Siegen über Jarmila Groth, Wiktoryja Asaranka, Aljona Bondarenko und Urszula Radwańska im Halbfinale an der späteren Siegerin Flavia Pennetta. Beim Rogers Cup in Toronto unterlag sie im Finale Jelena Dementjewa. Bei den US Open kam sie nicht über die dritte Runde hinaus. Scharapowa leistete sich in dem knapp drei Stunden dauernden Match gegen die US-Amerikanerin Melanie Oudin 21 Doppelfehler. Sie selbst führte dies darauf zurück, dass sie nicht in der Lage war, den zweiten Aufschlag mit weniger als 95 mph zu servieren. Ihr endgültiges Comeback nach der Schulterverletzung hatte sie dann mit dem Sieg bei den Toray Pan Pacific Open 2009 in Tokio. Sie lag im Endspiel gegen Jelena Janković im ersten Satz mit 5:2 vorn, als diese wegen einer Handverletzung aufgeben musste. Durch den Sieg stieß Scharapowa wieder unter die 15 Besten der Weltrangliste vor. Beim anschließenden Turnier in Peking schied sie in der dritten Runde gegen Peng Shuai aus, nachdem sie zuvor Asaranka in einem längeren Match hatte bezwingen können.
Das Jahr 2010 begann mit einer Niederlage bei den Australian Open bereits in der ersten Runde – das früheste Ausscheiden bei einem Grand-Slam-Turnier seit 2003. Das Turnier in Memphis konnte sie danach ohne Satzverlust gewinnen. Bei den folgenden Turnieren in Indian Wells und Madrid schied sie wiederum früh aus. In Straßburg gewann sie ihren zweiten Titel des Jahres gegen die Deutsche Kristina Barrois. Bei den French Open verlor sie bereits in der dritten Runde gegen Justine Henin in drei Sätzen. Beim Turnier in Birmingham verlor sie das Finale gegen Li Na. In Wimbledon verlor sie nach guten Leistungen im Achtelfinale gegen Serena Williams knapp mit 6:79, 4:6. Die Turniere vor den US Open verliefen sehr erfolgreich. In Stanford gelang ihr der Einzug ins Finale, das Wiktoryja Asaranka aber für sich entscheiden konnte. Auch bei der ersten Turnierteilnahme in Cincinnati erreichte sie das Endspiel. Gegen Kim Clijsters lag sie mit 6:2, 5:3 vorne und hatte mehrere Matchbälle, wetterbedingt musste das Finale jedoch unterbrochen werden; schließlich verlor sie das Match noch mit 6:2, 6:74 und 2:6. Beim letzten Grand-Slam-Turnier des Jahres unterlag sie im Achtelfinale Caroline Wozniacki. Bei den Turnieren in Tokio und Peking schied sie jeweils sehr früh aus.

### Karriere-Grand-Slam und Gewinn der olympischen Silbermedaille (2011–2012)

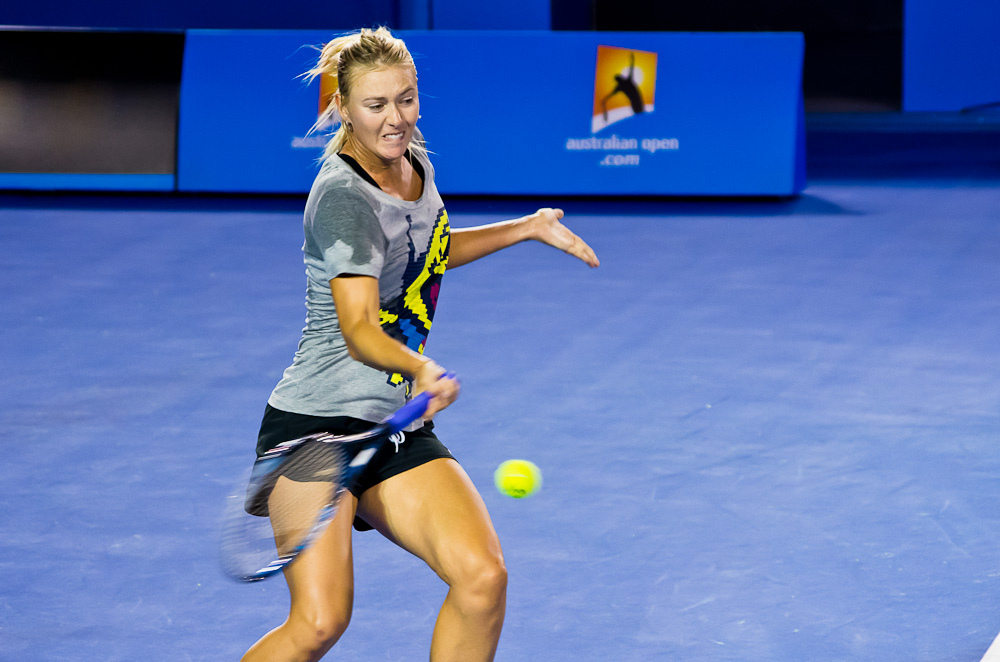
2012 bei den Australian Open

Vor Beginn der Saison wurde die Verpflichtung von Thomas Hogstedt als Co-Trainer bekanntgegeben. Bei ihrem ersten offiziellen Turnier der Saison, den ASB Classic 2011 in Auckland, verlor sie im Viertelfinale gegen die Ungarin Gréta Arn. Nach dem Turnier gab sie bekannt, dass sie die Zusammenarbeit mit Michael Joyce beende, obwohl sie viele Jahre erfolgreich mit ihm zusammengearbeitet habe.
Bei den Australian Open kam sie nach Siegen über Tamarine Tanasugarn (6:1 und 6:3), Virginie Razzano (7:63 und 6:3) und Julia Görges (4:6, 6:4, 6:4) bis ins Achtelfinale, wo sie der Deutschen Andrea Petković mit 2:6 und 3:6 unterlag. In Indian Wells erreichte Scharapowa das Halbfinale, in dem sie der Weltranglistenersten Caroline Wozniacki mit 1:6 und 2:6 unterlag. Damit erreichte sie zum ersten Mal seit Februar 2009 die Top 10 der WTA-Weltrangliste. In Miami schlug sie im Viertelfinale Alexandra Dulgheru im bisher längsten Match ihrer Karriere (3 Stunden und 28 Minuten). Das Finale gegen Asaranka verlor sie in zwei Sätzen. Ihr erstes Turnier auf Sand spielte sie in Madrid, wo sie im Achtelfinale Dominika Cibulková unterlag. Beim WTA-Turnier in Rom besiegte sie im Finale Samantha Stosur.
Bei den French Open stieß sie durch einen 6:0-, 6:3-Sieg über Andrea Petković zum zweiten Mal in ihrer Karriere in das Halbfinale vor, in dem sie der späteren Siegerin Li Na 4:6 und 5:7 unterlag. Das Turnier markierte zugleich das Ende von Scharapowas bislang erfolgreichster Sandplatzsaison (zwölf Siege bei nur zwei Niederlagen). Sie stand dank dieser Resultate wieder auf Weltranglistenposition 6.
Ihr erstes Turnier auf Rasen spielte sie dann in Wimbledon, wo sie mit Zweisatzsiegen über Anna Tschakwetadse, Laura Robson, Klára Zakopalová, Peng Shuai, Dominika Cibulková und Sabine Lisicki das Finale erreichte, das sie gegen Petra Kvitová mit 3:6 und 4:6 verlor. Dadurch verbesserte sie sich im Ranking auf Platz 5 – ihre bislang beste Platzierung seit dem Comeback nach ihrer Schulterverletzung. Ihr erstes Vorbereitungsturnier für die US Open spielte sie in Stanford, wo sie das Viertelfinale gegen Serena Williams verlor. In Toronto verlor sie überraschend in der dritten Runde gegen Galina Woskobojewa. Eine Woche später in Cincinnati gewann sie den Titel mit einem Endspielsieg über Jelena Janković. Bei den US Open selbst verlor sie in der dritten Runde gegen Flavia Pennetta. Trotz des frühen Ausscheidens konnte sie sich in der Weltrangliste auf Position 2 verbessern. Beim Turnier in Tokio musste sie im Viertelfinale gegen Kvitová aufgrund einer Knöchelverletzung aufgeben und auch das Turnier in Peking absagen. Aufgrund der guten Ergebnisse qualifizierte sie sich zum ersten Mal seit 2007 für die WTA Tour Championships. Bei dem nun in Istanbul ausgetragenen Turnier kam Scharapowa aber nach Niederlagen gegen Li Na und Samantha Stosur nicht über die Vorrunde hinaus. Das Jahr 2011 beendete sie auf Platz 4 der Weltrangliste.
Zur Vorbereitung auf die Australian Open war das Turnier in Brisbane eingeplant, das sie aber aufgrund ihrer Knöchelverletzung absagte. Bei den Australian Open selbst überstand Scharapowa, an Nummer 4 gesetzt, die ersten Runden ohne Probleme. Sie schlug unter anderem Gisela Dulko, Angelique Kerber und in Runde vier mit Sabine Lisicki eine weitere Deutsche, die ihr den ersten Satzverlust bei diesem Turnier bescherte. Das Finale gegen Asaranka verlor Scharapowa glatt mit 3:6, 0:6. Nach den Australian Open spielte sie für Russland im Fed Cup und gewann ein Spiel gegen Spanien. Beim Hallenturnier in Paris verlor sie im Viertelfinale gegen die spätere Siegerin Angelique Kerber. Vor dem nächsten Turnier nahm Scharapowa am BNP Paribas Showdown teil und gewann gegen Caroline Wozniacki. Beim Turnier in Indian Wells erreichte sie nach dem Turniersieg 2006 ihr bestes Ergebnis und schaffte es ins Finale gegen Wiktoryja Asaranka. Eine Woche später erreichte sie zum vierten Mal nach 2005, 2006 und 2011 das Finale von Miami. Scharapowa verlor dort auch dieses Finale, diesmal mit 5:7 und 4:6 gegen Agnieszka Radwańska. Seit Berlin 2005 spielte Scharapowa beim Porsche Tennis Grand Prix in Stuttgart zum ersten Mal wieder in Deutschland. Während des Turniers schlug sie drei Spielerinnen aus den Top 5 der Weltrangliste. Beim Viertelfinalmatch gegen Samantha Stosur wehrte sie unter anderem einen Matchball ab und gewann am Ende in drei Sätzen mit 6:7, 7:6 und 7:5. Im Halbfinale schlug sie Petra Kvitova und im Finale Wiktoryja Asaranka mit 6:1 und 6:4. Beim Turnier in Madrid schied Scharapowa im Viertelfinale aus, beim Turnier in Rom konnte sie ihren Titel aus dem Vorjahr verteidigen. Sie schlug im Finale Li Na mit 4:6, 6:4 und 7:6 (7:5) und wehrte dabei, wie auch in Stuttgart, einen Matchball ab. 2012 zog sie erstmals ins Finale der French Open ein, wo sie die Überraschung des Turniers, Sara Errani, glatt in zwei Sätzen mit 6:3, 6:2 besiegte. Mit ihrem ersten Erfolg in Roland Garros komplettierte Scharapowa ihren Karriere-Grand-Slam.
Mit ihrem Finaleinzug kehrte Scharapowa zudem nach über vier Jahren an die Weltranglistenspitze zurück. Nach der Niederlage im Achtelfinale von Wimbledon gegen Sabine Lisicki verlor Scharapowa nach einem Monat die Spitzenposition wieder an Asaranka und fiel auf Platz 3 zurück. Kurz vor den Olympischen Spielen in London wurde bekannt, dass Scharapowa die russische Delegation bei der Eröffnungsfeier als Fahnenträgerin anführen wird.
Es war ihre erste Teilnahme bei Olympischen Spielen, bei der sie gleich ins Finale des olympischen Tennisturniers einzog. Dort traf sie auf Serena Williams, gegen die sie deutlich mit 0:6 und 1:6 verlor und damit die Silbermedaille für Russland gewann.
Aufgrund eines Magen-Darm-Infektes musste Scharapowa die Vorbereitungsturniere in Montreal und Cincinnati absagen und fiel in der Weltrangliste auf Platz 3 zurück. Bei den US Open erreichte sie das Halbfinale, ihr bestes Ergebnis nach dem Turniersieg im Jahr 2006. Im Halbfinale musste sie sich allerdings Asaranka geschlagen geben. Beim Turnier in Tokio erreichte Scharapowa das Viertelfinale, in Peking das Finale, das sie wiederum gegen Asaranka verlor. Bis zu den WTA Championships kletterte sie wieder auf Platz 2 der Weltrangliste. Dort zog sie ohne Niederlage ins Halbfinale ein, in dem sie die Weltranglistenerste Asaranka in zwei Sätzen mit 6:4 und 6:2 bezwang. Im Finale unterlag sie einer überlegenen Serena Williams mit 4:6 und 3:6.

### 2013–2015

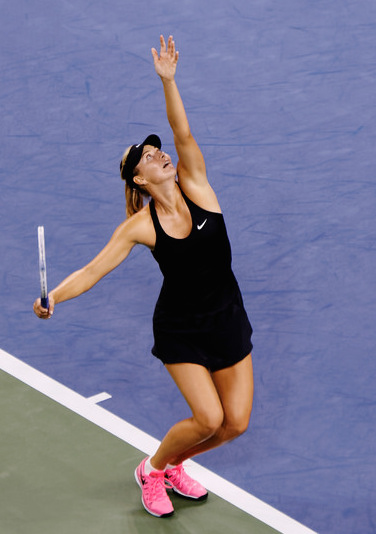
2014 bei den US Open

Das Jahr 2013 begann Scharapowa direkt bei den Australian Open. Sie schaffte es auf Anhieb ins Halbfinale, musste sich aber der an Nummer 6 gesetzten Li Na geschlagen geben. In Doha musste sie sich im Halbfinale Serena Williams geschlagen geben. Das Finale des Hartplatzturniers in Indian Wells gewann sie in zwei Sätzen gegen Caroline Wozniacki. In Miami zog sie ohne Satzverlust ins Finale ein, ehe sie gegen die topgesetzte Serena Williams in drei Sätzen verlor. Beim Sandplatzturnier in Stuttgart gewann sie gegen Li Na ihren zweiten Titel im Jahr 2013. In Madrid scheiterte sie im Finale wiederum an Serena Williams. Beim Turnier in Rom trat sie im Viertelfinale aufgrund einer Virenerkrankung nicht an. Im zweiten Grand-Slam-Turnier des Jahres in Paris erreichte sie wie auch schon in Australien das Finale. Sie scheiterte aber bereits zum dritten Mal in Folge in einem Endspiel an Serena Williams. In Wimbledon war das Turnier für sie schon in der zweiten Runde beendet, als sie gegen die Nummer 131 der Welt, die Qualifikantin Michelle Larcher de Brito, verlor. Das letzte Turnier, das sie 2013 spielte, waren die Western & Southern Open in Cincinnati. Dort schied sie nach einem Freilos bereits in Runde zwei aus.
2014 rückte sie in Brisbane bis ins Halbfinale vor, musste sich allerdings wieder einmal Serena Williams geschlagen geben. Bei den Australian Open schied sie an Position 3 gesetzt bereits im Achtelfinale aus. In Paris schaffte sie es bis ins Halbfinale. Ihren Vorjahrestriumph in Indian Wells konnte sie nicht wiederholen, da sie bereits in der dritten Runde ausschied. In Miami setzte sich die Negativserie gegen Serena Williams fort, als sie ihr im Halbfinale in zwei Sätzen unterlag. Die folgenden beiden Turniere in Stuttgart und Madrid konnte sie für sich entscheiden. In Rom schied sie im Achtelfinale aus. In Roland Garros konnte sie zum ersten Mal ein Grand-Slam-Turnier zum zweiten Mal gewinnen. In Wimbledon scheiterte sie im Achtelfinale an Angelique Kerber. Beim Rogers Cup verlor sie in der dritten Runde gegen Carla Suárez Navarro. Das anschließende Turnier in Cincinnati beendete sie im Halbfinale gegen Ana Ivanović. Anfang Oktober gewann sie in Peking die China Open gegen Petra Kvitová mit 6:4, 2:6 und 6:3. Bei den WTA Championships schied sie in der Vorrunde aus.
Wie schon im Jahr zuvor begann die Saison 2015 in Brisbane. Diesmal gewann sie das Turnier mit einem Dreisatzsieg im Endspiel über Ana Ivanović. Im Mai 2015 gewann sie ihren 35. WTA-Titel in Rom, wo sie im Finale Carla Suárez Navarro mit 4:6, 7:5 und 6:1 besiegte.

### Dopingsperre 2016
Am 7. März 2016 gab Scharapowa auf einer Pressekonferenz bekannt, dass sie bei den Australian Open im Januar positiv auf die verbotene Substanz Meldonium getestet worden sei.
Dass das Herz-Kreislauf-Mittel seit Januar 2016 auf der Doping-Verbotsliste stehe, sei ihr, die seit 2006 ein Medikament mit diesem Wirkstoff nehme, nicht aufgefallen. Nach dem Verzicht Scharapowas auf das Öffnen und Prüfen der B-Probe suspendierte der Tennis-Weltverband Scharapowa ab dem 12. März 2016 vorläufig. Das in Russland unter Leistungssportlern sehr verbreitete Mittel Meldonium verbessert Durchblutung und Ausdauer.
Am 18. Mai 2016 musste sie sich bei ihrem Anhörungstermin vor der ITF für die verbotene Einnahme des Medikaments verantworten. Sie wurde trotz ihrer vorläufigen Sperre wegen Dopings in das Aufgebot der vorläufigen russischen Tennismannschaft für die Olympischen Spiele in Rio de Janeiro berufen. Am 8. Juni 2016 wurde sie von der ITF rückwirkend ab dem 26. Januar 2016 für zwei Jahre wegen Dopings gesperrt. Nach Einspruch Scharapowas vor dem Internationalen Sportgerichtshof (CAS) wurde die Sperre auf 15 Monate verkürzt. Das CAS kritisierte in seiner Begründung, dass der Tennisweltverband den veränderten Status von Meldonium nicht klar genug kommuniziert habe. Scharapowa trage dennoch eine Teilschuld, auch wenn die Einnahme des Medikaments kein schwerwiegender Fehler gewesen sei. Günstig wurde berücksichtigt, dass sie direkt die Verantwortung übernommen habe. Scharapowa selbst kritisierte in einem Interview mit dem US-amerikanischen Fernsehmoderator Charlie Rose, dass das von der ITF ausgewählte Schiedsgericht im Gegensatz zum CAS nicht neutral gewesen sei. Ab dem 26. April 2017, viereinhalb Wochen vor Beginn der French Open 2017, war sie wieder spielberechtigt.

### Seit 2017
Durch eine Wildcard gelangte Scharapowa in die erste Runde des Porsche Tennis Grand Prix 2017. Ihr erstes Match nach dem Dopingurteil bestritt sie siegreich gegen Roberta Vinci, sie verlor schließlich im Halbfinale. Im weiteren Verlauf des Jahres konnte Scharapowa ihre Platzierung in der Weltrangliste wieder kontinuierlich verbessern. Mit einer Wildcard gelangte sie in das Hauptfeld der US Open 2017, wo sie zunächst in der ersten Runde die damalige Nummer zwei der Weltrangliste, Simona Halep, schlug. Durch den Sieg beim WTA-Turnier in Tianjin verbesserte sie sich zum 16. Oktober 2017 auf den 57. Rang der Liste.
Im März 2018 trennte sich Scharapowa nach vier Jahren von ihrem Trainer Sven Groeneveld. Am 26. Februar 2020 verkündete sie ihr sofortiges Karriereende.

## Spielweise

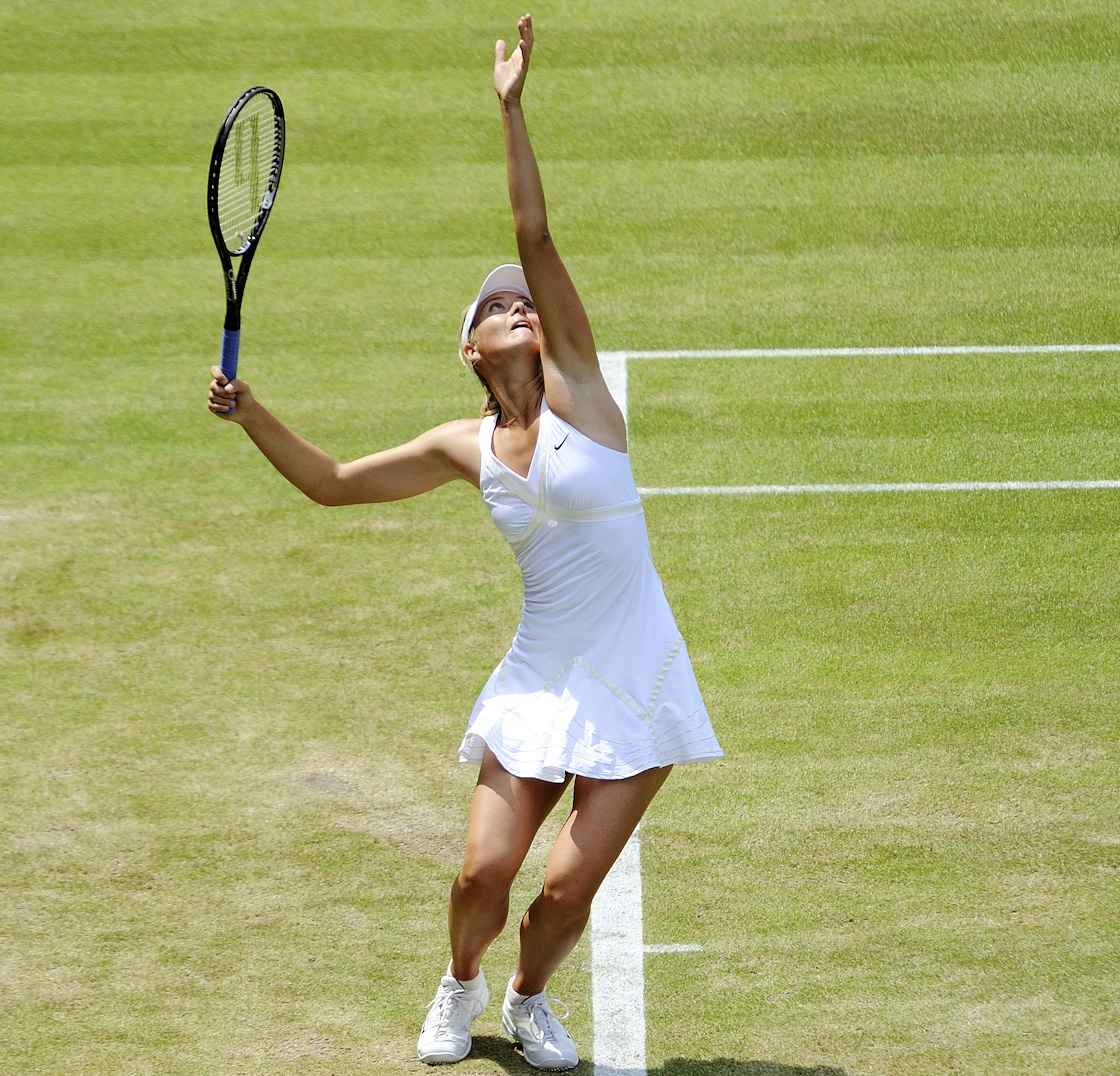
2009 beim Aufschlag in Wimbledon

Scharapowa verfügte über äußerst kraftvolle Schläge von der Grundlinie, die sie mit gutem Winkel spielen konnte. Sie spielte sicher auf der Rückhand und konnte besonders mit ihrer starken Vorhand erfolgreich Punkte erzielen.
Anstelle des traditionellen Volleys oder eines Schmetterballs spielte sie oft einen geschwungenen Volley, wenn sie ans Netz kam oder auf Lobs angriff. Weitere bemerkenswerte Schläge aus ihrem Repertoire waren der Rückhand-Slice und Stoppbälle, die sie seit 2008 vermehrt einsetzte.
Scharapowa verfügte trotz ihrer Körpergröße über eine gute Geschwindigkeit und Beinarbeit.
Zu Beginn ihrer Karriere galten Scharapowas Aufschläge als besonders kraftvoll und gefährlich und zählten zu den besten auf der WTA Tour.
Seit Anfang 2007 wurde ihr Aufschlag weniger effektiv, da sie wegen ihrer Schulterverletzung mehr Fehler beim ersten Aufschlag und somit auch mehr Doppelfehler produzierte. Als Reaktion darauf veränderte Scharapowa ihre Aufschlagtechnik hin zu einem kürzeren Schwung. Da dies ohne den erhofften Erfolg blieb, kehrte sie nach den US Open 2009 zu ihrer ursprünglichen Technik zurück und servierte ab dann noch kraftvoller. Ihre höchste Aufschlaggeschwindigkeit war 195 km/h.
Sie galt als sehr nerven- und willensstarke Kämpferin.
Für ihr lautes Stöhnen während der Ballwechsel wurde Scharapowa von den Medien und ihren Gegnerinnen oft kritisiert, während sie dies selbst als natürlichen Reflex ansah.
Bei nur sehr schwer zu erreichenden Bällen auf die Rückhand nutzte Scharapowa gelegentlich die linke Hand für einen Notschlag; zu Beginn ihrer Tennisausbildung spielte sie mit der linken Hand, bevor sie sich entschied, mit rechts zu spielen.
Scharapowa ließ sich für gewöhnlich zwischen den Aufschlägen sehr viel Zeit, wofür sie 2014 bei den French Open mehrmals verwarnt wurde.

## Rekorde und Statistik

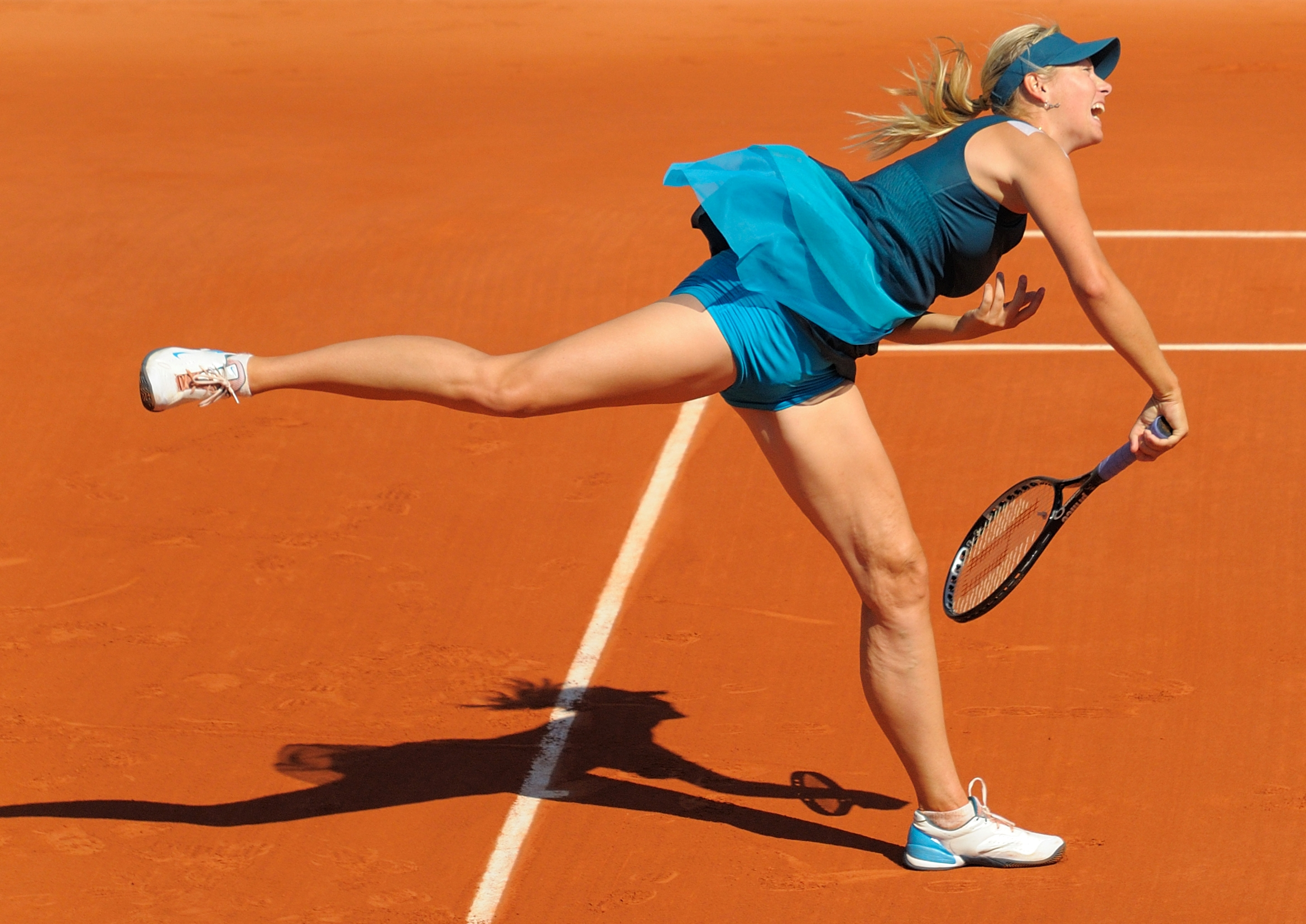
2009

- Mit ihrem Sieg in Wimbledon am 3. Juli 2004 war Scharapowa die zweite Russin, die ein Grand-Slam-Turnier gewinnen konnte – erstmals war dies Anastassija Myskina am 5. Juni 2004, also nur 32 Tage vor Scharapowas Triumph, bei den French Open gelungen. Scharapowa war zugleich die erste Russin, die den Einzeltitel beim bedeutendsten Grand-Slam-Turnier gewann, und die drittjüngste Siegerin der Turniergeschichte.
- Am 22. August 2005 wurde sie die Nummer 1 der WTA und damit die erste Weltranglistenerste ihres Landes.
- Durch ihre 0:6-, 0:6-Niederlage im Halbfinale von Indian Wells gegen die damalige Weltranglistenerste Lindsay Davenport ging Scharapowa 2005 in die Geschichtsbücher ein: als erste Spielerin der Top 3 der Weltrangliste verlor sie ein Match, ohne ein Spiel gewinnen zu können.
- Im Jahr 2008 gelang Scharapowa nach 2005 erneut der Sprung an die Spitze der Weltrangliste. Nach ihrem Finaleinzug bei den French Open kehrte sie am 11. Juni 2012 abermals an die Weltranglistenspitze zurück.[34]
- Mit den Titeln in Australien und Doha, den zwei Siegen im Fed Cup und der Halbfinalteilnahme in Indian Wells gelang Scharapowa mit 18 Siegen in Folge die längste Siegesserie ihrer Karriere.
- Scharapowa gewann 2013 bei den Australian Open zwei Runden hintereinander jeweils mit 6:0 und 6:0. Seit Wendy Turnbull im Jahr 1985 war dies keiner anderen Tennisspielerin gelungen.
- Nach dem French-Open-Sieg 2012 war Scharapowa die zehnte Spielerin, der ein Karriere-Grand-Slam gelungen war, d. h., sie gewann jedes Grand-Slam-Turnier mindestens einmal.

## Turniersiege

### Einzel
| Nr. | Datum             | Turnier         | Kategorie              | Belag             | Finalgegnerin          | Ergebnis         |
| --- | ----------------- | --------------- | ---------------------- | ----------------- | ---------------------- | ---------------- |
| 1.  | 5. Oktober 2003   | Tokio           | WTA Tier III           | Hartplatz         | Anikó Kapros           | 2:6, 6:2, 7:65   |
| 2.  | 2. November 2003  | Québec          | WTA Tier III           | Teppich (Halle)   | Milagros Sequera       | 6:2, 0:0 Aufgabe |
| 3.  | 13. Juni 2004     | Birmingham      | WTA Tier III           | Rasen             | Tatiana Golovin        | 4:6, 6:2, 6:1    |
| 4.  | 3. Juli 2004      | Wimbledon       | Grand Slam             | Rasen             | Serena Williams        | 6:1, 6:4         |
| 5.  | 3. Oktober 2004   | Seoul           | WTA Tier IV            | Hartplatz         | Marta Domachowska      | 6:1, 6:1         |
| 6.  | 10. Oktober 2004  | Tokio           | WTA Tier III           | Hartplatz         | Mashona Washington     | 6:0, 6:1         |
| 7.  | 15. November 2004 | Los Angeles     | WTA Tour Championships | Hartplatz (Halle) | Serena Williams        | 4:6, 6:2, 6:4    |
| 8.  | 6. Februar 2005   | Tokio           | WTA Tier I             | Teppich (Halle)   | Lindsay Davenport      | 6:1, 3:6, 7:65   |
| 9.  | 26. Februar 2005  | Doha            | WTA Tier II            | Hartplatz         | Alicia Molik           | 4:6, 6:1, 6:4    |
| 10. | 12. Juni 2005     | Birmingham      | WTA Tier III           | Rasen             | Jelena Janković        | 6:2, 4:6, 6:1    |
| 11. | 18. März 2006     | Indian Wells    | WTA Tier I             | Hartplatz         | Jelena Dementjewa      | 6:1, 6:2         |
| 12. | 6. August 2006    | San Diego       | WTA Tier I             | Hartplatz         | Kim Clijsters          | 7:5, 7:5         |
| 13. | 9. September 2006 | US Open         | Grand Slam             | Hartplatz         | Justine Henin-Hardenne | 6:4, 6:4         |
| 14. | 22. Oktober 2006  | Zürich          | WTA Tier I             | Hartplatz (Halle) | Daniela Hantuchová     | 6:1, 4:6, 6:3    |
| 15. | 29. Oktober 2006  | Linz            | WTA Tier II            | Hartplatz (Halle) | Nadja Petrowa          | 7:5, 6:2         |
| 16. | 5. August 2007    | San Diego       | WTA Tier I             | Hartplatz         | Patty Schnyder         | 6:2, 3:6, 6:0    |
| 17. | 26. Januar 2008   | Australian Open | Grand Slam             | Hartplatz         | Ana Ivanović           | 7:6, 6:3         |
| 18. | 24. Februar 2008  | Doha            | WTA Tier I             | Hartplatz         | Wera Swonarjowa        | 6:1, 2:6, 6:0    |
| 19. | 13. April 2008    | Amelia Island   | WTA Tier II            | Sand              | Dominika Cibulková     | 7:67, 6:3        |
| 20. | 2. Oktober 2009   | Tokio           | WTA Premier 5          | Hartplatz         | Jelena Janković        | 5:2 Aufgabe      |
| 21. | 21. Februar 2010  | Memphis         | WTA International      | Hartplatz (Halle) | Sofia Arvidsson        | 6:2, 6:1         |
| 22. | 22. Mai 2010      | Straßburg       | WTA International      | Sand              | Kristina Barrois       | 7:5, 6:1         |
| 23. | 15. Mai 2011      | Rom             | WTA Premier 5          | Sand              | Samantha Stosur        | 6:2, 6:4         |
| 24. | 21. August 2011   | Cincinnati      | WTA Premier 5          | Hartplatz         | Jelena Janković        | 4:6, 7:6, 6:3    |
| 25. | 29. April 2012    | Stuttgart       | WTA Premier            | Sand (Halle)      | Wiktoryja Asaranka     | 6:1, 6:4         |
| 26. | 20. Mai 2012      | Rom             | WTA Premier 5          | Sand              | Li Na                  | 4:6, 6:4, 7:65   |
| 27. | 9. Juni 2012      | French Open     | Grand Slam             | Sand              | Sara Errani            | 6:3, 6:2         |
| 28. | 17. März 2013     | Indian Wells    | WTA Premier Mandatory  | Hartplatz         | Caroline Wozniacki     | 6:2, 6:2         |
| 29. | 28. April 2013    | Stuttgart       | WTA Premier            | Sand (Halle)      | Li Na                  | 6:4, 6:3         |
| 30. | 27. April 2014    | Stuttgart       | WTA Premier            | Sand (Halle)      | Ana Ivanović           | 3:6, 6:4, 6:1    |
| 31. | 11. Mai 2014      | Madrid          | WTA Premier Mandatory  | Sand              | Simona Halep           | 1:6, 6:2, 6:3    |
| 32. | 7. Juni 2014      | French Open     | Grand Slam             | Sand              | Simona Halep           | 6:4, 6:75, 6:4   |
| 33. | 5. Oktober 2014   | Peking          | WTA Premier Mandatory  | Hartplatz         | Petra Kvitová          | 6:4, 2:6, 6:3    |
| 34. | 10. Januar 2015   | Brisbane        | WTA Premier            | Hartplatz         | Ana Ivanović           | 6:74, 6:3, 6:3   |
| 35. | 17. Mai 2015      | Rom             | WTA Premier 5          | Sand              | Carla Suárez Navarro   | 4:6, 7:5, 6:1    |
| 36. | 15. Oktober 2017  | Tianjin         | WTA International      | Hartplatz         | Aryna Sabalenka        | 7:5, 7:68        |

### Doppel
| Nr. | Datum            | Turnier    | Kategorie    | Belag             | Partnerin           | Finalgegnerinnen                    | Ergebnis  |
| --- | ---------------- | ---------- | ------------ | ----------------- | ------------------- | ----------------------------------- | --------- |
| 1.  | 4. Oktober 2003  | Tokio      | WTA Tier III | Hartplatz         | Tamarine Tanasugarn | Ansley Cargill Ashley Harkleroad    | 7:61, 6:0 |
| 2.  | 26. Oktober 2003 | Luxemburg  | WTA Tier III | Hartplatz (Halle) | Tamarine Tanasugarn | Olena Tatarkowa Marlene Weingärtner | 6:1, 6:4  |
| 3.  | 13. Juni 2004    | Birmingham | WTA Tier III | Rasen             | Marija Kirilenko    | Lisa McShea Milagros Sequera        | 6:2, 6:1  |

## Karrierestatistik und Turnierbilanz

### Einzel
| Turnier                      | 2001              | 2002              | 2003              | 2004              | 2005              | 2006              | 2007              | 2008              | 2009              | 2010              | 2011              | 2012              | 2013              | 2014              | 2015              | 2016             | 2017              | 2018              | 2019              | 2020              | T / T       | S/N         | Sieg%       |
| ---------------------------- | ----------------- | ----------------- | ----------------- | ----------------- | ----------------- | ----------------- | ----------------- | ----------------- | ----------------- | ----------------- | ----------------- | ----------------- | ----------------- | ----------------- | ----------------- | ---------------- | ----------------- | ----------------- | ----------------- | ----------------- | ----------- | ----------- | ----------- |
| Australian Open              | –                 | –                 | 1                 | 3                 | HF                | HF                | F                 | S                 | –                 | 1                 | AF                | F                 | HF                | AF                | F                 | VF               | –                 | 3                 | AF                | 1                 | 1 / 16      | 57:15       | 79 %        |
| French Open                  | –                 | –                 | 1                 | VF                | VF                | AF                | HF                | AF                | VF                | 3                 | HF                | S                 | F                 | S                 | AF                | –                | –                 | VF                | –                 | –                 | 2 / 14      | 56:12       | 82 %        |
| Wimbledon                    | –                 | –                 | AF                | S                 | HF                | HF                | AF                | 2                 | 2                 | AF                | F                 | AF                | 2                 | AF                | HF                | –                | –                 | 1                 | 1                 | n. a.             | 1 / 15      | 46:14       | 77 %        |
| US Open                      | –                 | –                 | 2                 | 3                 | HF                | S                 | 3                 | –                 | 3                 | AF                | 3                 | HF                | –                 | AF                | –                 | –                | AF                | AF                | 1                 | –                 | 1 / 13      | 38:12       | 76 %        |
| WTA Finals                   | –                 | –                 | –                 | S                 | HF                | HF                | F                 | –                 | –                 | –                 | RR                | F                 | –                 | RR                | HF                | –                | –                 | –                 | –                 | n. a.             | 1 / 8       | 21:11       | 66 %        |
| Doha                         | andere Kategorie  | andere Kategorie  | andere Kategorie  | andere Kategorie  | andere Kategorie  | andere Kategorie  | andere Kategorie  | S                 | n. a. bzw. a. K.  | n. a. bzw. a. K.  | n. a. bzw. a. K.  | –                 | HF                | –                 | a. K.             | –                | a. K.             | 1                 | a. K.             | –                 | 1 / 3       | 8:2         | 80 %        |
| Indian Wells                 | –                 | 2                 | 1                 | AF                | HF                | S                 | AF                | HF                | –                 | 3                 | HF                | F                 | S                 | 3                 | AF                | –                | –                 | 1                 | –                 | n. a.             | 2 / 14      | 38:12       | 76 %        |
| Miami                        | –                 | –                 | 1                 | AF                | F                 | F                 | AF                | –                 | –                 | –                 | F                 | F                 | F                 | HF                | 2                 | –                | –                 | –                 | –                 | n. a.             | 0 / 10      | 33:10       | 77 %        |
| Charleston                   | –                 | –                 | 1                 | –                 | –                 | –                 | –                 | VF                | andere Kategorie  | andere Kategorie  | andere Kategorie  | andere Kategorie  | andere Kategorie  | andere Kategorie  | andere Kategorie  | andere Kategorie | andere Kategorie  | andere Kategorie  | andere Kategorie  | andere Kategorie  | 0 / 2       | 2:2         | 50 %        |
| Berlin                       | –                 | –                 | –                 | AF                | VF                | –                 | –                 | –                 | n. a. bzw. a. K.  | n. a. bzw. a. K.  | n. a. bzw. a. K.  | n. a. bzw. a. K.  | n. a. bzw. a. K.  | n. a. bzw. a. K.  | n. a. bzw. a. K.  | n. a. bzw. a. K. | n. a. bzw. a. K.  | n. a. bzw. a. K.  | n. a. bzw. a. K.  | n. a. bzw. a. K.  | 0 / 2       | 4:2         | 67 %        |
| Madrid                       | n. a. bzw. a. K.  | n. a. bzw. a. K.  | n. a. bzw. a. K.  | n. a. bzw. a. K.  | n. a. bzw. a. K.  | n. a. bzw. a. K.  | n. a. bzw. a. K.  | n. a. bzw. a. K.  | –                 | 1                 | AF                | VF                | F                 | S                 | HF                | –                | 2                 | VF                | –                 | n. a.             | 1 / 8       | 23:7        | 77 %        |
| Rom                          | –                 | –                 | –                 | AF                | HF                | –                 | –                 | HF                | –                 | –                 | S                 | S                 | VF                | AF                | S                 | –                | 2                 | HF                | –                 | –                 | 3 / 10      | 31:5        | 86 %        |
| San Diego                    | andere Kategorie  | andere Kategorie  | andere Kategorie  | VF                | –                 | S                 | S                 | n. a. bzw. a. K.  | n. a. bzw. a. K.  | n. a. bzw. a. K.  | n. a. bzw. a. K.  | n. a. bzw. a. K.  | n. a. bzw. a. K.  | n. a. bzw. a. K.  | n. a. bzw. a. K.  | n. a. bzw. a. K. | n. a. bzw. a. K.  | n. a. bzw. a. K.  | n. a. bzw. a. K.  | n. a. bzw. a. K.  | 2 / 3       | 12:1        | 92 %        |
| Kanada                       | –                 | –                 | 1                 | AF                | –                 | –                 | –                 | AF                | F                 | –                 | AF                | –                 | –                 | AF                | –                 | –                | –                 | AF                | 1                 | n. a.             | 0 / 8       | 11:7        | 61 %        |
| Cincinnati                   | n. a. bzw. a. K.  | n. a. bzw. a. K.  | n. a. bzw. a. K.  | n. a. bzw. a. K.  | n. a. bzw. a. K.  | n. a. bzw. a. K.  | n. a. bzw. a. K.  | n. a. bzw. a. K.  | –                 | F                 | S                 | –                 | 2                 | HF                | –                 | –                | –                 | –                 | 2                 | –                 | 1 / 5       | 14:4        | 78 %        |
| Tokio                        | –                 | –                 | –                 | AF                | S                 | HF                | HF                | –                 | S                 | 1                 | VF                | VF                | –                 | n. a. bzw. a. K.  | n. a. bzw. a. K.  | n. a. bzw. a. K. | n. a. bzw. a. K.  | n. a. bzw. a. K.  | n. a. bzw. a. K.  | n. a. bzw. a. K.  | 2 / 8       | 20:6        | 77 %        |
| Moskau                       | –                 | –                 | –                 | –                 | VF                | VF                | AF                | –                 | andere Kategorie  | andere Kategorie  | andere Kategorie  | andere Kategorie  | andere Kategorie  | andere Kategorie  | andere Kategorie  | andere Kategorie | andere Kategorie  | andere Kategorie  | andere Kategorie  | andere Kategorie  | 0 / 3       | 2:2         | 50 %        |
| Peking                       | nicht ausgetragen | nicht ausgetragen | nicht ausgetragen | nicht ausgetragen | nicht ausgetragen | nicht ausgetragen | nicht ausgetragen | nicht ausgetragen | AF                | 2                 | –                 | F                 | –                 | S                 | –                 | –                | AF                | –                 | –                 | n. a.             | 1 / 5       | 15:4        | 79 %        |
| Wuhan                        | nicht ausgetragen | nicht ausgetragen | nicht ausgetragen | nicht ausgetragen | nicht ausgetragen | nicht ausgetragen | nicht ausgetragen | nicht ausgetragen | nicht ausgetragen | nicht ausgetragen | nicht ausgetragen | nicht ausgetragen | nicht ausgetragen | AF                | 2                 | –                | –                 | –                 | –                 | n. a.             | 0 / 2       | 1:2         | 33 %        |
| Zürich                       | –                 | –                 | –                 | F                 | –                 | S                 | –                 | n. a. bzw. a. K.  | n. a. bzw. a. K.  | n. a. bzw. a. K.  | n. a. bzw. a. K.  | n. a. bzw. a. K.  | n. a. bzw. a. K.  | n. a. bzw. a. K.  | n. a. bzw. a. K.  | n. a. bzw. a. K. | n. a. bzw. a. K.  | n. a. bzw. a. K.  | n. a. bzw. a. K.  | n. a. bzw. a. K.  | 1 / 2       | 7:1         | 88 %        |
| Olympische Spiele            | nicht ausgetragen | nicht ausgetragen | nicht ausgetragen | –                 | nicht ausgetragen | nicht ausgetragen | nicht ausgetragen | –                 | nicht ausgetragen | nicht ausgetragen | nicht ausgetragen | F                 | nicht ausgetragen | nicht ausgetragen | nicht ausgetragen | –                | nicht ausgetragen | nicht ausgetragen | nicht ausgetragen | nicht ausgetragen | 0 / 1       | 5:1         | 83 %        |
| Fed Cup                      | –                 | –                 | –                 | –                 | –                 | –                 | –                 | S                 | –                 | –                 | F                 | HF                | –                 | –                 | F                 | –                | –                 | –                 | –                 | –                 | 1 / 4       | 7:1         | 88 %        |
| Statistik                    | Statistik         | Statistik         | Statistik         | Statistik         | Statistik         | Statistik         | Statistik         | Statistik         | Statistik         | Statistik         | Statistik         | Statistik         | Statistik         | Statistik         | Statistik         | Statistik        | Statistik         | Statistik         | Statistik         | Statistik         | S/N         | S/N         | Sieg%       |
| Turnierteilnahmen            | 1                 | 8                 | 16                | 20                | 15                | 15                | 13                | 9                 | 10                | 13                | 14                | 14                | 10                | 16                | 12                | 1                | 8                 | 11                | 8                 | 2                 | Gesamt: 216 | Gesamt: 216 | Gesamt: 216 |
| Erreichte Finals             | 0                 | 5                 | 3                 | 6                 | 4                 | 7                 | 4                 | 3                 | 2                 | 5                 | 4                 | 9                 | 5                 | 4                 | 3                 | 0                | 1                 | 0                 | 0                 | 0                 | Gesamt: 65  | Gesamt: 65  | Gesamt: 65  |
| Gewonnene Titel              | 0                 | 3                 | 3                 | 5                 | 3                 | 5                 | 1                 | 3                 | 1                 | 2                 | 2                 | 3                 | 2                 | 4                 | 2                 | 0                | 1                 | 0                 | 0                 | 0                 | Gesamt: 40  | Gesamt: 40  | Gesamt: 40  |
| Hartplatz-Siege/-Niederlagen | 0:0               | 23:5              | 16:9              | 34:11             | 29:7              | 45:5              | 24:5              | 19:1              | 20:5              | 19:7              | 25:11             | 34:8              | 19:4              | 27:11             | 22:5              | 4:1              | 11:3              | 10:6              | 7:5               | 0:2               | 388:111     | 388:111     | 78 %        |
| Sand-Siege/-Niederlagen      | 0:1               | 5:0               | 9:2               | 8:3               | 9:3               | 3:1               | 7:2               | 12:2              | 6:2               | 7:2               | 12:2              | 18:1              | 17:2              | 19:1              | 12:3              | 0:0              | 5:3               | 10:4              | 0:0               | 0:0               | 159:34      | 159:34      | 82 %        |
| Rasen-Siege/-Niederlagen     | 0:0               | 0:0               | 9:2               | 12:0              | 10:1              | 8:2               | 7:2               | 1:1               | 5:2               | 7:2               | 6:1               | 8:2               | 1:1               | 3:1               | 5:1               | 0:0              | 0:0               | 0:1               | 1:2               | 0:0               | 83:21       | 83:21       | 80 %        |
| Teppich-Siege/-Niederlagen   | 0:0               | 0:0               | 4:0               | 1:1               | 5:1               | 3:1               | 2:2               | 0:0               | 0:0               | 0:0               | 0:0               | 0:0               | 0:0               | 0:0               | 0:0               | 0:0              | 0:0               | 0:0               | 0:0               | 0:0               | 15:5        | 15:5        | 75 %        |
| Gesamt-Siege/-Niederlagen    | 0:1               | 28:5              | 38:13             | 55:15             | 53:12             | 59:9              | 40:11             | 32:4              | 31:9              | 33:11             | 43:14             | 60:11             | 37:7              | 49:13             | 39:9              | 4:1              | 16:6              | 20:11             | 8:7               | 0:2               | 645:171     | 645:171     | 79 %        |
| Sieg%                        | 0 %               | 85 %              | 75 %              | 79 %              | 82 %              | 87 %              | 78 %              | 89 %              | 78 %              | 75 %              | 75 %              | 85 %              | 84 %              | 79 %              | 81 %              | 80 %             | 73 %              | 65 %              | 53 %              | 0 %               | Gesamt:     | Gesamt:     | 79 %        |
| Jahresendposition            | –                 | 186               | 32                | 4                 | 4                 | 2                 | 5                 | 9                 | 14                | 18                | 4                 | 2                 | 4                 | 2                 | 4                 | –                | 60                | 29                | 136               | –                 | N/A         | N/A         | N/A         |

Zeichenerklärung: S = Turniersieg; F, HF, VF, AF = Einzug ins Finale / Halbfinale / Viertelfinale / Achtelfinale; 1, 2, 3 = Ausscheiden in der 1. / 2. / 3. Hauptrunde; RR = Round Robin (Gruppenphase); n. a. = nicht ausgetragen; a. K. = andere Kategorie; PO (Play-off) = Auf- und Abstiegsrunde im Fed Cup; K1, K2, K3 = Teilnahme in der Kontinentalgruppe I, II, III im Fed Cup.
Anmerkung: Diese Statistik berücksichtigt alle Ergebnisse im Einzel, so wie es auf der WTA-Seite steht. Dargestellt sind nur WTA-Turniere der Kategorie Tier I (bis 2008) bzw. die WTA-Turniere der Kategorien Premier Mandatory und Premier 5 (seit 2009).

### Doppel
| Turnier         | 2003 | 2004 | Bilanz | Karriere |
| --------------- | ---- | ---- | ------ | -------- |
| Australian Open | 2    | 2    | 2:2    | 2        |
| French Open     | —    | —    | 0:0    | —        |
| Wimbledon       | —    | —    | 0:0    | —        |
| US Open         | 2    | —    | 1:1    | 2        |

## Fotomodell und Werbeverträge
Scharapowa wurde bald nach ihren ersten Auftritten von der Presse mit Anna Kurnikowa verglichen. Dagegen verwahrte sie sich und verwies auf ihre sportlichen Erfolge.
Gleichwohl unterschrieb sie im November 2003 einen Vertrag bei der weltgrößten Modelagentur IMG Models. Im November 2006 warb sie dann für das US-amerikanische Hochglanzmagazin Sports Illustrated und im Januar 2007 erschien sie auf dem Cover der US-amerikanischen Zeitschrift Teenvogue. Laut Sport Bild verdiente Scharapowa allein im Jahr 2007 durch Werbeverträge 20 Millionen US-Dollar und war damit die bestbezahlte Sportlerin weltweit. Im Januar 2010 schloss sie mit Nike einen mit 70 Millionen US-Dollar dotierten Werbevertrag (Laufzeit: 8 Jahre).

## Auszeichnungen
- WTA Player of the Year – 2004
- 2006 Maxim-Woman of the Year (Sport)

## Persönliches
Im Oktober 2010 verlobte sich Scharapowa mit dem Basketballspieler Saša Vujačić (* 1984). Im Frühjahr 2012 trennte sich das Paar.
Zuletzt war sie bis Juli 2015 mit dem bulgarischen Tennisprofi Grigor Dimitrow (* 1991) liiert.
Im Dezember 2020 gab Scharapowa ihre Verlobung mit dem britischen Geschäftsmann und Auktionator Alexander Gilkes (* 1979) bekannt, mit dem sie seit 2018 zusammen sein soll. An ihrem 35. Geburtstag informierte sie ihre Fans via Instagram über ihre Schwangerschaft. Am 1. Juli 2022 kam ihr erstes Kind, ein Junge, auf die Welt.
Marija Scharapowa hat eine eigene Stiftung, die benachteiligte Kinder auf der ganzen Welt unterstützt.
Bis zu ihrer Dopingsperre 2016 war sie Botschafterin des Entwicklungsprogramms der Vereinten Nationen.